# Kvarnsjön (Fagerhults socken, Småland)
Kvarnsjön är en sjö i Högsby kommun i Småland och ingår i Alsteråns huvudavrinningsområde. Sjön är 5,2 meter djup, har en yta på 0,281 kvadratkilometer och är belägen 142,1 meter över havet. Sjön avvattnas av vattendraget Badebodaån.

## Delavrinningsområde
Kvarnsjön ingår i det delavrinningsområde (632876-149723) som SMHI kallar för Utloppet av Öasjön. Medelhöjden är 171 meter över havet och ytan är 59,86 kvadratkilometer. Räknas de 7 avrinningsområdena uppströms in blir den ackumulerade arean 306,81 kvadratkilometer. Badebodaån som avvattnar avrinningsområdet har biflödesordning 2, vilket innebär att vattnet flödar genom totalt 2 vattendrag innan det når havet efter 72 kilometer. Avrinningsområdet består mestadels av skog (84 procent). Avrinningsområdet har 2,41 kvadratkilometer vattenytor vilket ger det en sjöprocent på 4 procent. Bebyggelsen i området täcker en yta av 0,54 kvadratkilometer eller 1 procent av avrinningsområdet.